# Elwyn Roy King
Pour les articles homonymes, voir King.
Elwyn Roy King, né le 13 mai 1894 à Bathurst et mort le 28 novembre 1941 à Point Cook (en), est un aviateur australien.
As de l'Australian Flying Corps (AFC) lors de la Première Guerre mondiale, il est, avec 26 victoires, le quatrième as australien de la guerre, et le deuxième de l'AFC après Harry Cobby.
Pilote civil et ingénieur entre les deux guerres, il sert dans la Royal Australian Air Force (RAAF) de 1939 jusqu'à sa mort.
Il est décoré de la Distinguished Flying Cross et est compagnon de l'Ordre du Service distingué.